# Обухов, Роман Юрьевич
Рома́н Ю́рьевич Обу́хов (17 марта 1979, Пенза) — российский дартсмен. Девятикратный чемпион России, серебряный призёр чемпионата Европы и чемпионата мира по электронному дартсу. Мастер спорта России международного класса. Многократный победитель всероссийских и международных турниров.
Игрок сборной России с 2009 года. Спортивный судья всероссийской категории. Автор пособий о дартсе.
Президент федерации дартса Пензенской области.

## Биография
В юности занимался футболом, считался перспективным вратарём, но после тяжёлой травмы ушёл из футбола в 16 лет. Восстановившись, сконцентрировался на образовании. Окончил школу с медалью. Затем окончил Пензенский государственный университет архитектуры и строительства (автомобильно-дорожный институт) с красным дипломом. В 2005 году занялся дартсом.
Считается одним из сильнейших игроков России. Трижды выигрывал личный зачёт чемпионата России (2015, 2020 и 2023). В ноябре 2021 года завоевал право поехать на чемпионат мира WDF, но отказался от него. Тем не менее, в январе 2022-го, получив повторное приглашение, принял его, однако не сыграл из-за отстранения российских спортсменов.
В 2017 году принял участие в командном чемпионате Европы по электронному дартсу. Уступив в финале хорватам, национальная команда заняла второе место. В её состав, кроме Обухова, вошли Борис Кольцов, Антон Колесов, Александр Шевель, Александр Орешкин, Илья Волохин, Кирилл Фадеев и Алексей Пигарев.
В октябре 2020 года вышел в финал евразийского отбора на чемпионат мира PDC, но уступил Дмитрию Горбунову (1-3 по сетам).

## Достижения

#### ЧЕМПИОНАТ МИРА
- Серебро в командном разряде (2015) Хорватия

#### ЧЕМПИОНАТ ЕВРОПЫ
- Серебро в командном разряде (2017) Италия
- Бронза в командном разряде (2018) Италия

#### Личные
- Чемпион России (2015, 2020, 2023)
- Бронзовый призёр чемпионата России (2010, 2016, 2018, 2021)

#### Микст
- Чемпион России (2012, 2015, 2016, 2017)
- Серебро Чемпионата России (2019)
- Бронза Чемпионата России (2018)

#### Парный разряд
- Золото Чемпионата России (2024)
- Бронза Чемпионата России (2013, 2016)

#### Команды
- Серебро Чемпионата России (2018)

#### Американский крикет
- Чемпион России (2017)
- Серебряный призёр Чемпионата России (2020)
- Бронзовый призёр Чемпионата России (2010, 2012, 2016)

#### Личные
- 1 место КР (2016)
- 2 место КР (2012, 2013)
- 3 место КР (2008, 2011, 2014, 2015, 2023[9])

#### Парный разряд
- 1 место КР (2019)
- 2 место КР (2010, 2012)

#### Микст
- 1 место КР (2019, 2020, 2023[9])

## Личная жизнь
Жена — Ирина Обухова (с 1999 года), тренер, спортивный судья всероссийской категории.
Воспитывает сына и дочь.